# Бьюкенен (округ, Миссури)
Округ Бьюкенен (англ. Buchanan County) — административный округ в штате Миссури.

## Общие сведения
Округ Бьюкенен расположен на крайнем северо-западе штата Миссури, близ его границы с Канзасом. Название получил в честь президента США Джеймса Бьюкенена. Основан 31 декабря 1838 года. Площадь округа Бьюкенен составляет 1 074 км², из которых 13 км² приходится на водную поверхность (1,17 %). Главный город округа — Сент-Джозеф. Численность населения на 2000 год составляла 85 998 человек, здесь проживали 21 921 семьи. В расовом отношении среди жителей округа 92,73 % — белые, 4,36 % — негры, 2,43 % — латиноамериканцы, 0,42 % — индейцы. Средний возраст жителей — 36 лет. Годовой доход на душу населения — 18 822 доллара. 12,2 % жителей существуют на доходы ниже уровня бедности.

## Города и общины округа
- Сент-Джозеф
- Эдженси
- Де Кальб
- Истон
- Говер
- Льюис и Кларк Виллидж
- Рашвилл